# Margaret Wilcox
Margaret A. Wilcox (ur. 1838 w Chicago, zm. ?) – amerykańska wynalazczyni znana z opracowania systemu ogrzewania w samochodzie.   

## Życiorys
Konstruowała maszyny, by usprawnić życie własne i innych. Pomysł na połączenie zmywarki i pralki, by jednocześnie wykorzystać wodę do dwóch czynności, zarejestrowała na nazwisko męża, ponieważ do końca XIX w. kobiety nie mogły zgłaszać patentów pod własnym nazwiskiem.
W trzeciej dekadzie życia zauważyła problem zamarzania palców u kierowców samochodów pracujących dla kolei. Zaczęła eksperymentować, do czego zachęciłą ją również zmiana prawa (kobiety mogły już rejestrować wynalazki na własne nazwisko). Uznała, że jeśli silniki wydzielają ciepło, mogłaby zbudować tunel powietrzny prowadzący z silnika do wnętrza samochodu, by wprowadzić ciepło do środka. W listopadzie 1893 otrzymała patent na swój wynalazek, choć nadal brakowało pomysłu na regulację temperatury w samochodzie. Jej pomysł do dziś stanowi podstawę systemu grzewczego w samochodach.